# Collierville, Tennessee
Collierville är en kommun (town) i Shelby County i Tennessee och en förort till Memphis. Vid 2010 års folkräkning hade Collierville 43 965 invånare.